# Lorenzo Buzzi
Lorenzo Buzzi (Casale Monferrato, 2 aprile 1994) è uno schermidore italiano, specializzato nella spada. Ha vinto una medaglia d'argento nella gara a squadre di spada maschile ai Campionati Europei Assoluti 2016 e due medaglie di bronzo nelle gare a squadre delle Universiadi di Napoli 2019 e Gwangju 2015. Durante le Olimpiadi di Rio 2016 è stato riserva e sparring partner della squadra di spada maschile vincitrice della medaglia d'argento. Nelle categorie giovanili, Lorenzo si è laureato Campione del Mondo individuale ai Mondiali Cadetti 2011.

## Palmarès

### Risultati élite
In carriera ha ottenuto i seguenti risultati:
Europei
Individuale
A squadre
- Argento nella spada a Toruń 2016

Universiadi
Individuale
A squadre
- Bronzo nella spada a Gwangju 2015
- Bronzo nella spada a Napoli 2019

Giochi mondiali militari
Individuale
A squadre
- Oro nella spada a Wuhan 2019[6][7][8]

Campionati italiani
Individuale
- Bronzo nella spada a Torino 2015
- Bronzo nella spada a Palermo 2019

A squadre
- Argento nella spada a Milano 2018
- Argento nella spada a Cassino 2021

### Risultati giovani
Mondiali cadetti
Individuale
- Oro nella spada a Mar Morto 2011[9]

Europei Under 23
Individuale
A squadre
- Oro nella spada a Toruń 2013
- Argento nella spada a Minsk 2017
- Bronzo nella spada a Bratislava 2012
- Bronzo nella spada a Plovdiv 2016

Europei cadetti
Individuale
 Argento nella spada a Klagenfurt 2011
A squadre
- Oro nella spada a Klagenfurt 2011

Campionati Italiani Under 23
Individuale
- Oro nella spada a Cassino 2012
- Oro nella spada a Norcia 2016

A squadre
Campionati Italiani Under 17
Individuale
- Argento nella spada a Livorno 2010
- Oro nella spada a Chiavari 2011

A squadre